# Joaquín Urquiaga
Joaquín Urquiaga Legarburu (* 29. März 1910 in Bilbao, Bizkaia; † Juli 1965), auch bekannt unter den Spitznamen Chavo und Gordo, war ein spanischer Fußballtorwart und -trainer, der die meisten Jahre seines Lebens in Mexiko agierte.

## Leben

### Spanien
Urquiaga begann seine Profikarriere bei Betis Sevilla und gab sein Debüt in der spanischen Primera División am 25. Dezember 1932 in einem Spiel gegen Barça. Von da an war er Stammtorwart bei Betis und gewann mit den Andalusiern in der Saison 1934/35 den bis heute einzigen Meistertitel ihrer Vereinsgeschichte. In welchem Maße insbesondere die Defensive (und mit ihr der Torsteher Urquiaga) an diesem Erfolg beteiligt waren, lässt sich an wenigen Zahlen ablesen. Die Hälfte der zwölf Mannschaften, die in jener Saison in der Liga mitwirkten, erzielten mehr Tore als der Meister, der es nur auf 43 Treffer brachte. So kam Vizemeister Real Madrid auf 61 Treffer, dem der Dritt- und Viertplatzierte (Real Oviedo und Athletic Bilbao) mit jeweils 60 Tore kaum nachstanden. Es war die Abwehr, die Betis den Titel sicherte: in 22 Spielen erhielten Los Beticos gerade mal 19 Gegentore, während die zweitbeste Abwehr von Vizemeister Real Madrid 34 Gegentreffer hinnehmen musste. Für seine herausragende Leistung wurde Urquiaga in der Saison 1934/35 als bester Torhüter Spaniens gewählt und mit der Trofeo Zamora ausgezeichnet.

### Mexiko
Nachdem die spanische Fußballsaison, bedingt durch den 1936 ausgebrochenen Bürgerkrieg in Spanien, ausgesetzt wurde, gehörte Urquiaga 1937 zu einer Delegation des FC Barcelona, die eine Reise nach Mexiko unternahm und mehrere Freundschaftsspiele absolvierte. Der Club Asturias wurde auf sein Talent aufmerksam und verpflichtete ihn noch im selben Jahr. In der folgenden Saison 1938/39 gewann Urquiaga mit den Asturianos die Meisterschaft. Seine Stationen in den folgenden Jahren sind unbekannt.
1945 wechselte er zu den Tiburones Rojos de Veracruz, mit denen er in der Saison 1945/46 auf Anhieb den Meistertitel gewann. Ein Jahr später beendete er seine aktive Karriere und arbeitete die folgenden zwei Jahre als Cheftrainer weiterhin bei Veracruz. In seiner ersten Saison als Trainer gewann er mit Veracruz den mexikanischen Pokalwettbewerb (1948), doch 1949 wurde er abgelöst und durch „Ranchero“ Torres ersetzt.
Nach seiner Entlassung bei Veracruz verschlug es ihn zunächst in seine Heimat, doch wenige Jahre später wurde er vom CD Tampico verpflichtet und kehrte nach Mexiko zurück. Mit Tampico gewann er in der Saison 1952/53 den Meistertitel und den Supercup; in beiden Fällen war es der erste und einzige Triumph der Vereinsgeschichte! Zum Saisonende 1955/56 wurde er ersetzt durch José Moncebáez. In den nächsten Jahren hatte er diverse Engagements in der zweiten Liga Mexikos, so unter anderem 1958/59 beim CF Madero.

## Erfolge

### Als Spieler
- Bester Torhüter Spaniens: 1934/35
- Spanischer Meister: 1934/35 (mit Betis)
- Meister der mexikanischen Hauptstadtliga: 1938/39 (mit Asturias)
- Mexikanischer Meister: 1945/46 (mit Veracruz)

### Als Trainer
- Mexikanischer Meister: 1952/53 (mit Tampico)
- Mexikanischer Pokalsieger: 1948 (mit Veracruz)
- Mexikanischer Supercup: 1953 (mit Tampico)